# Karl Fachleutner
Karl Fachleutner (* 23. März 1921 in Puch; † 8. September 2006 in Znaim, Tschechien) war ein österreichischer Landwirt, Ökonomierat und Politiker (ÖVP).

## Leben
Nach dem Besuch der Pflichtschulen und der landwirtschaftlichen Fortbildungsschule war er von 1950 bis 1970 Bürgermeister von Puch. Weiter bekleidete er die Posten des Hauptbezirksparteiobmanns der ÖVP Hollabrunn von 1962 bis 1981, Obmann der Niederösterreichischen Landes-Landwirtschaftskammer, Bezirk Hollabrunn von 1968 bis 1976, und Obmann des Österreichischen Bauernbundes, Bezirk Hollabrunn im Jahre 1971. Er war außerdem vom 4. Juni 1959 bis zum 14. Dezember 1962 Mitglied des Bundesrats und während der Zeit vom 14. Dezember 1962 bis zum 16. Dezember 1986 Abgeordneter zum Nationalrat.

## Auszeichnungen
- 1978: Großes Silbernes Ehrenzeichen für Verdienste um die Republik Österreich[1]
- 1983: Großes Goldenes Ehrenzeichen für Verdienste um die Republik Österreich[1]